# Les Fins
Les Fins ist eine französische Gemeinde mit 3.062 Einwohnern (Stand: 1. Januar 2022) im Département Doubs in der Region Bourgogne-Franche-Comté.

## Geographie
Les Fins liegt auf 875 m, drei Kilometer nordöstlich von Morteau und etwa 16 Kilometer westlich der Stadt La Chaux-de-Fonds (Luftlinie). Das Dorf erstreckt sich im Jura, an aussichtsreicher Lage am sonnenexponierten Hang am Nordostrand der Senke des Val de Morteau, am Ostfuß des Mont Tantillon. Das Gemeindegebiet gehört zum Regionalen Naturpark Doubs-Horloger.
Die Fläche des 25,39 km² großen Gemeindegebiets umfasst einen Abschnitt des französischen Juras. Der zentrale Teil des Gebietes wird von der nahezu 2 Kilometer breiten Senke des Val de Morteau eingenommen. Diese Senke wird durch den Bach Tanche nach Süden zum Doubs entwässert. Nach Süden reicht das Gemeindeareal bis an den Stadtrand von Morteau und für einen kurzen Abschnitt an den Flusslauf des Doubs.
Flankiert wird die Senke des Val de Morteau auf beiden Seiten von langgezogenen Höhenrücken, die in geologisch-tektonischer Hinsicht Antiklinalen des Faltenjuras bilden und gemäß der Streichrichtung des Gebirges in dieser Region in Richtung Südwest-Nordost orientiert sind. Im Südosten befindet sich der bewaldete Rücken des Bois du Geay, der sich nach Nordosten zur Höhe von Meix-Jacques und Meix-Dos-d’Ane (1085 m) fortsetzt. Im Nordwesten erhebt sich der teils bewaldete, teils mit Weideland bestandene Höhenrücken des Mont Tantillon, auf dem mit 1160 m die höchste Erhebung von Les Fins erreicht wird. Den nordöstlichen Abschluss des Val de Morteau bildet eine rund 100 m hohe Geländestufe, die zur Hochfläche des Plateaus von Maîche überleitet. Dieses wasserarme Hochplateau liegt durchschnittlich auf 920 m.
Zu Les Fins gehören neben dem eigentlichen Ort verschiedene Weiler und zahlreiche Einzelhöfe, darunter:
- Renaud-du-Mont (850 m), der alte Ortskern mit Kirche am Ostfuß des Mont Tantillon
- Les Suchaux (800 m) im Val de Morteau am Ostfuß des Mont Tantillon
- Chez le Roi (819 m) am Ostrand der Senke
- Les Chézières (802 m) in der Senke des Val de Morteau
- Les Frenelots (790 m) in der Senke des Val de Morteau
- Les Combes (757 m) an der Tanche inmitten der Senke des Val de Morteau
- La Tanche (772 m) am östlichen Stadtrand von Morteau im Doubstal
- Les Lavottes (938 m) auf dem Hochplateau von Maîche
- Les Lalliets (1052 m) auf der Höhe von Meix-Jacques

Nachbargemeinden von Les Fins sind Le Bélieu und Noël-Cerneux im Norden, Villers-le-Lac im Osten, Montlebon und Morteau im Süden sowie Fournets-Luisans im Westen.

## Geschichte
Das Gebiet von Les Fins wurde im 12. Jahrhundert von Mönchen des Cluniazenserpriorats von Morteau urbar gemacht. Der Ortsname wird darauf zurückgeführt, dass Les Fins den Abschluss des Val de Morteau gegen das Plateau von Maîche hin bildete. In der Folge gehörte das Dorf seit dem Mittelalter zur Herrschaft Morteau, die zunächst unter der Oberhoheit der Herren von Montfaucon, von 1325 bis 1507 unter derjenigen der Grafen von Neuenburg stand und danach der Franche-Comté angehörte. Zusammen mit der Franche-Comté gelangte das Dorf mit dem Frieden von Nimwegen 1678 an Frankreich.

## Sehenswürdigkeiten
Die Dorfkirche von Les Fins wurde um 1825 im Stil der Neugotik erbaut, während eine ältere Kapelle in Renaud-du-Mont steht. Auf den Hochflächen befinden sich mehrere Bauernhäuser aus dem 17. bis 19. Jahrhundert im charakteristischen Stil des Haut-Doubs.

## Bevölkerung
| Jahr                       | 1962 | 1968 | 1975 | 1982 | 1990 | 1999 | 2006 | 2016 |
| Einwohner                  | 1641 | 1741 | 2201 | 2346 | 2441 | 2591 | 2807 | 3075 |
| Quellen: Cassini und INSEE |      |      |      |      |      |      |      |      |

Mit 3062 Einwohnern (Stand 1. Januar 2022) gehört Les Fins zu den mittelgroßen Gemeinden des Départements Doubs. Nachdem die Einwohnerzahl in der ersten Hälfte des 20. Jahrhunderts stets im Bereich zwischen 1000 und 1200 Personen gelegen hatte, wurde seit Beginn der 1950er Jahre ein deutliches Bevölkerungswachstum verzeichnet, das bis heute anhält.

## Wirtschaft und Infrastruktur
Les Fins war bis weit ins 20. Jahrhundert hinein ein vorwiegend durch die Landwirtschaft (Viehzucht und Milchwirtschaft) und die Forstwirtschaft geprägtes Dorf. Im 20. Jahrhundert siedelten sich dank der Nähe zu Morteau auch in Les Fins einige Betriebe der Uhrenindustrie an. Seit den 1980er Jahren haben sich auf dem Hochplateau oberhalb Les Fins sowie bei La Tanche am Rand von Morteau mehrere Gewerbe- und Industriezonen entwickelt. Hier ließen sich Betriebe der Uhrenindustrie, der Kunststoffverarbeitung, der Mikromechanik und des Maschinenbaus nieder. Daneben gibt es verschiedene Betriebe des Einzelhandels und Einkaufsgeschäfte. Mittlerweile hat sich Les Fins dank seiner attraktiven Lage auch zu einem Wohnort gewandelt. Viele Erwerbstätige sind deshalb Wegpendler, die in Morteau ihrer Arbeit nachgehen oder auch als Grenzgänger in den Schweizer Städten Le Locle und La Chaux-de-Fonds arbeiten.
Die Ortschaft ist verkehrstechnisch gut erschlossen. Sie liegt an der Hauptstraße D461, welche von Besançon via Morteau nach La Chaux-de-Fonds führt. Weitere Straßenverbindungen bestehen mit Maîche, Villers-le-Lac und Fournets-Luisans. Der Betrieb der Schmalspurbahn von Morteau nach Maîche (1905 eröffnet) mit einem Bahnhof in Les Fins wurde 1952 eingestellt.

## Persönlichkeiten
- Hervé Pierre (* 1955), Theater- und Filmschauspieler